# Minglanilla (Cuenca)
Minglanilla ist eine Stadt mit 2.322 Einwohnern (Stand: 2024) in der Provinz Cuenca in der Autonomen Region Kastilien-La Mancha.

## Geographie
Minglanilla liegt etwa 100 Kilometer südöstlich von Cuenca und etwa 120 Kilometer westlich von Valencia in einer Höhe von ca. 825 m. Im Nordosten der Gemeinde befindet sich die Embalse de Contreras, der aufgestaute Cabriel. 
Durch die Gemeinde führt die Autovía A-3.

## Bevölkerungsentwicklung
| 1900 | 1950 | 1970 | 1981 | 1991 | 2001 | 2011 | 2021 |
| ---- | ---- | ---- | ---- | ---- | ---- | ---- | ---- |
| 2959 | 3391 | 2953 | 2210 | 2270 | 2239 | 2709 | 2237 |

## Sehenswürdigkeiten
- Reste der Burg

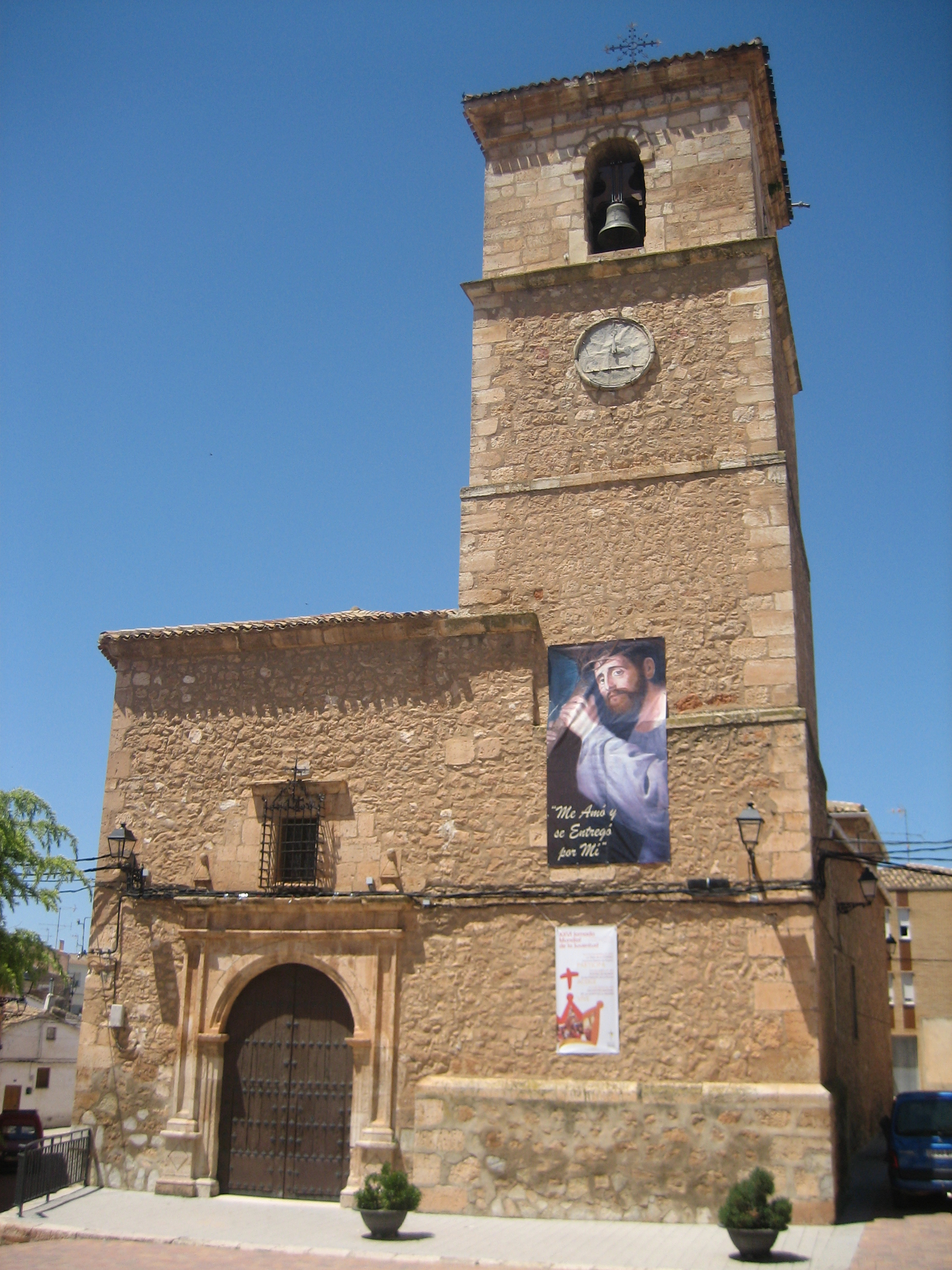
Kirche Mariä Himmelfahrt
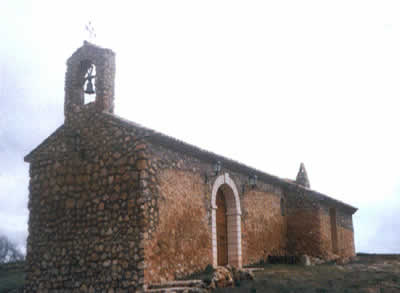
Barbarakapelle

- Kirche Mariä Himmelfahrt
- Barbarakapelle